# Graman Quassi
Kwasimukamba, Kwasi Mukamba, Quassi lub Graman Quacy (pisane również jako Kwasi i Quasi) (ur. ok. 1690 na Złotym Wybrzeżu, zm. 12 marca 1787 w Paramaribo) – niewolnik z Surinamu, później wyzwoleniec znany jako zielarz-uzdrowiciel i łowca niewolników w służbie holenderskich kolonizatorów w Surinamie. Upamiętniony został w naukowej nazwie rodzaju gorzkla Quassia. 

## Życiorys
Quassi wywodził się z plemienia Akan z terenu dzisiejszej Ghany, ale jako dziecko lub młody dorosły został zniewolony i przywieziony do Nowego Świata. W Surinamie, holenderskiej kolonii w Ameryce Południowej, został zatrudniony na plantacji trzciny cukrowej New Timotebo. Quassi miał wielką wiedzę językową i zielarską. Zasłynął jako uzdrowiciel. Za swoje usługi otrzymywał wynagrodzenie. Stopniowo stał się osobą wpływową. 

Quassi brał udział w wojnach kolonialnych przeciwko plemieniu Saramaka z ludu Maroni jako zwiadowca i negocjator Holendrów. Współpracował z Johnem Gabrielem Stedmanem, szkocko-holenderskim najemnikiem. Po spotkaniu z Quassim w 1777 porucznik napisał: 
Ten Afrykanin, dzięki swemu ujmującemu usposobieniu i pracowitości, nie tylko wyzwolił się ze stanu niewolnictwa, ale dzięki swej wspaniałej pomysłowości i pomysłowemu postępowaniu znalazł sposób na bardzo intratne utrzymanie. Uzyskał wśród niższych niewolników opinię czarnoksiężnika (...). Graman Quassi, czyli Wielki Człowiek Quassi, został natychmiast wysłany w celu odnalezienia sprawców, których bardzo rzadko przegapiał, szczególnie przez ich wiarę w jego czary (…) i za te usługi czasami otrzymywał nagrody pieniężne”. 
W czasie walk stracił prawe ucho. Europejczycy dali mu złoty napierśnik z napisem „Quassie, wierny białym”. Służył gubernatorowi jako jego osobisty niewolnik, dopóki nie został uwolniony na mocy ustawy o wyzwoleniu w 1755. 
Pod koniec lat 60. XVIII wieku był właścicielem plantacji. W lutym 1772 odwiedził Holandię i został przyjęty na audiencji przez Wilhelma V, księcia orańskiego. Został odznaczony za zasługi dla Holendrów. Otrzymał błękitno-szkarłatny ubiór, obszyty szeroką złotą koronką i kapelusz z białym piórem (w stylu holenderskiego generała). Wrócił do Surinamu we wrześniu 1772. 
12 marca 1787 gubernator Wichers ogłosił, że Quassi zmarł w Paramaribo w wieku co najmniej 95 lat. Mieszkał w okazałym domu opłaconym przez rząd holenderski. Miał własną plantację, na której pracowali niewolnicy. Został pochowany przez Korpus Wolnych Czarnych.

## Upamiętnienie
Używał gorzkiego naparu do leczenia infekcji pasożytami jelitowymi. Miksturę sporządził na bazie roślin z gatunku gorzkla właściwa Quassia amara. Gorzkla ta jest nadal stosowana w produkowanych przemysłowo lekach przeciwko pasożytom jelitowym. We współczesnych relacjach Quassi opisywany jako „jeden z najbardziej niezwykłych czarnych mężczyzn w Surinamie, a być może na świecie”. Naukowcy uważają, że Quassi prawdopodobnie odkrył właściwości gorzkli przed 1730. Może podzielił się odkryciami z wizytującym ok. 1761 holenderskie kolonie szwedzkim przyrodnikiem Nilsem Dahlbergiem, który był w kontakcie z Karolem Linneuszem. Ten nazwał roślinę na cześć Quassiego. Carl Gustav Dahlberg, szwedzki właściciel plantacji w Surinamie, był oburzony, że Linneusz upamiętnił Quassiego, bo liczył, że skoro to on podarował Linneuszowi okaz leczniczej rośliny, zostanie ochrzczona jego imieniem. 
Na suficie Hintze Hall w Muzeum Wiktorii i Alberta znajduje się przedstawienie rośliny nazwanej na cześć Quassiego. 
W latach 60. i 90. XX wieku surinamscy Maroni wspominali go jako zdrajcę.  